# DASA (Luft- und Raumfahrtkonzern)

Logo der Deutschen Aerospace

Die DASA war ein von 1989 bis 2000 bestehender deutscher Luft- und Raumfahrtkonzern. Sie gehörte zur Unternehmensgruppe Daimler-Benz und nach der Fusion mit Chrysler zu DaimlerChrysler (heute Mercedes-Benz Group AG).
Die Muttergesellschaft des Konzerns wechselte zweimal ihren Namen, die Abkürzung DASA und auch das Logo blieben aber immer gleich: Zuerst stand DASA für Deutsche Aerospace Aktiengesellschaft, dann kam es zur ersten Namensänderung in Daimler-Benz Aerospace Aktiengesellschaft und nach der Fusion von Daimler-Benz mit Chrysler wurde das Unternehmen in DaimlerChrysler Aerospace Aktiengesellschaft umbenannt. 
Im Jahr 2000 wurde die DASA mit der französischen Aérospatiale-Matra und der spanischen CASA zum europäischen Luft- und Raumfahrtkonzern EADS – European Aeronautic Defence and Space Company (später Airbus Group) vereinigt.

## Geschichte
Die Deutsche Aerospace AG entstand am 19. Mai 1989 durch die Fusion der zum Daimler-Benz-Konzern gehörenden Dornier GmbH (mit der Dornier-Medizintechnik GmbH), der Motoren- und Turbinen-Union München/Friedrichshafen GmbH sowie zweier Teile der AEG AG zur Deutschen Aerospace AG. Die Abkürzung DASA sollte der Name werden, unter dem das Unternehmen in der Öffentlichkeit bekannt wurde.
Vorstandsvorsitzender wurde Jürgen Schrempp. Am 6. September 1989 übernahm die DASA die Messerschmitt-Bölkow-Blohm (MBB) und wurde damit der mit Abstand größte Luft- und Raumfahrtkonzern Deutschlands. Bei dieser Integration und dem durch eine Dollarschwäche verursachten Kostenreduzierungsprogramm „Dolores“ (Dollar Low Rescue) gingen rund 16.000 Arbeitsplätze verloren. Mehrere Werke im Norden der MBB wie auch bei Dornier wurden geschlossen oder stark verkleinert. Andererseits wurde der niederländische Flugzeugbauer Fokker übernommen. Er sollte zusammen mit der Luftfahrtsparte von Dornier (Dornier Luftfahrt GmbH) einen europäischen Regionalflugzeugbauer unter dem Dach der DASA bilden. Dieses Engagement wurde unter hohen Verlusten durch die Aufgabe und Abschreibung von Fokker durch den DASA-Eigner Daimler-Benz wieder beendet.
Nach dem Fall der Mauer engagierte sich die DASA stark in Ostdeutschland. Sie übernahm die volkseigenen Betriebe VEB Flugzeugwerft Dresden sowie das VEB Instandsetzungswerk Ludwigsfelde. Die Dresdner Elbe Flugzeugwerke kamen zur Deutschen Aerospace Airbus. Im November 1991 gründete die DASA gemeinsam mit der Jenoptik GmbH aus Jena die Jena-Optronik GmbH in Thüringen. 1993 wurde die RST Rostock in den Bremer Raumfahrtbereich der DASA integriert.
Die ebenfalls zur Deutschen Aerospace AG gehörige Dornier-Medizintechnik GmbH richtete im Herbst 1990 einen Bereich für Ultraschalltechnik ein und stiftete den Dornier-Ultraschall-Förderpreis für Diagnostik.
Am 1. Januar 1995 wurde die Deutsche Aerospace AG in Daimler-Benz Aerospace AG umbenannt.
Die DASA war bei europäischen Luft- und Raumfahrtprojekten, z. B. von der ESA oder von Airbus, auf deutscher Seite immer das führende Unternehmen.
Nach der Fusion der Daimler-Benz AG mit der Chrysler Corporation wurde die DASA im November 1998 in DaimlerChrysler Aerospace AG umbenannt. Unter diesem Namen existierte das Unternehmen, bis es im Jahr 2000 mit der französischen Aérospatiale-Matra und der spanischen CASA zum europäischen Luft- und Raumfahrtkonzern EADS – European Aeronautic Defence and Space Company (später Airbus Group) vereinigt wurde; dabei wurde jedoch die Tochtergesellschaft MTU wieder ausgegliedert, die beim Mutterkonzern DaimlerChrysler verblieb.
Zuletzt fungierte die Dasa AG als reine Holdinggesellschaft für die deutschen Anteile an der EADS.
Die DASA war der größte Rüstungsexporteur Deutschlands. Ihre Hauptgeschäftsfelder waren jedoch der zivile Flugzeugbau über den deutschen Airbus-Anteil und der deutsche Anteil an der erfolgreichen europäischen Trägerrakete Ariane 4. Daneben war sie Haupt- oder Unterauftragnehmer für zahlreiche Forschungssatelliten, Raumsonden und das bemannte Raumlabor Columbus der ESA.

## Produktionen bzw. Produktionsbeteiligungen
- Hubschrauber
  - Eurocopter Tiger
  - NH90
- Verteidigungselektronik
- Verschiedene Flugkörper
- Kampfflugzeug Eurofighter
- Passagierflugzeuge
  - Dornier 228
  - Dornier Do 328
  - Airbus A300
  - Airbus A310
  - Airbus A320-Familie
  - Airbus A330
  - Airbus A340
  - Airbus A380 (Projekt als Airbus A3XX begonnen, aber erst von der EADS an die Kunden ausgeliefert)
- Trägerraketen
  - Ariane 4
  - Ariane 5G
- Sonden
  - Sonnensonde Ulysses
  - Titanlandesonde Huygens
- Satelliten
  - Cluster Sonnenforschungssatelliten
  - ERS Fernerkundungssatelliten
- Automated Transfer Vehicle (ATV)
- Columbus
- Röntgenobservatorium XMM-Newton